# Classificatie van Producten naar Activiteit
De Classificatie van Producten naar Activiteit (CPA) is een classificatiesysteem van producten, zoals gehanteerd door de Europese Unie. Producten zijn ingedeeld in 21 hoofdgroepen, elk aangeduid met een letter. Deze hoofdgroepen zijn op hun beurt weer onderverdeeld in subgroepen, subsubgroepen, enzovoort.
De hoofdgroepen zijn de volgende:
- A: Producten van de landbouw, de bosbouw en de visserij
- B: Winning van delfstoffen
- C: Industrieproducten
- D: Elektriciteit, gas, stoom en gekoelde lucht
- E: Distributie van water, afval- en afvalwaterbeheer, sanering
- F: Bouwwerken; bouwnijverheid
- G: Groot- en detailhandel; reparatie van auto's en motorfietsen
- H: Vervoer en opslag
- I: Verschaffen van accommodatie en maaltijden
- J: Informatie en communicatie
- K: Financiële diensten en verzekeringen
- L: Exploitatie van en handel in onroerend goed
- M: Vrije beroepen en wetenschappelijke en technische diensten
- N: Administratieve en ondersteunende diensten
- O: Openbaar bestuur en defensie; verplichte sociale verzekeringen
- P: Onderwijs
- Q: Menselijke gezondheidszorg en maatschappelijke diensten
- R: Kunst, amusement en recreatie
- S: Andere diensten
- T: Huishoudens als werkgever; niet-gedifferentieerde goederen en diensten, door huishoudens voor eigen gebruik geproduceerd
- U: Extraterritoriale organisaties en lichamen

Voorbeeld van de onderverdeling:
- A: Producten van de landbouw, de bosbouw en de visserij   
  - 01 Producten van de landbouw en de jacht; diensten in verband met deze activiteiten 	   
    - 01.1 Eenjarige gewassen 	   
      - 01.11 Granen (met uitzondering van rijst), peulgewassen en oliehoudende zaden 	    Detail
        - 01.11.3 Gerst, rogge en haver 	   
          - 01.11.31 Gerst
          - 01.11.32 Rogge
          - 01.11.33 Haver

De CPA is gebaseerd op de ISIC-classificatie, waar op haar beurt ook de SBI-classificatie van is afgeleid.
De CPA is herhaaldelijk gereviseerd, de meest recente versie (2013) is CPA 2008.